# Lycaeides philemon
Lycaeides philemon är en fjärilsart som beskrevs av Jean Baptiste Boisduval 1869. Lycaeides philemon ingår i släktet Lycaeides och familjen juvelvingar. Inga underarter finns listade i Catalogue of Life.